# Magnum Photos
Magnum Photos — международное фотоагентство и агентство фотографов, ставящее своей целью распространение репортажных снимков в печати. Создано 27 апреля 1947 в Париже по инициативе Роберта Капы, Анри Картье-Брессона, Джорджа Роджера и Дэвида «Чимы» Сеймура. По легенде, полуторалитровая бутылка шампанского (магнум), распитая в тот вечер, дала название этому предприятию. Основанием создания фотоагентства было желание фотографов сохранить и защитить права собственных фотографий и иметь центральное бюро.

## Описание
Будучи идейным вдохновителем агентства, Анри Картье-Брессон выдвигал принципы фотографии, важнейшими из которых были: использовать фотоаппарат Leica, фотографировать для агентства Magnum Photos, не допускать постановочных съёмок, кадрирования фотографий.
Агентство пользуется заслуженной славой, в него входят известные профессиональные фотожурналисты, в основном из стран Западной Европы и Америки. Работать в этом агентстве — одно из высоких признаний достижений в репортажной фотографии.

## История
В 1988 году фотограф Георгий Пинхасов, работавший с Тарковским в качестве фотографа на съёмках фильма «Сталкер», прошёл отбор в агентство. На 2012 год это единственный русский представитель в «Магнуме».
В 2004 году агентство запустило новый проект — «Магнум в движении» (англ. Magnum in Motion). В проекте воплощена мультимедийная форма представления фотографий. Команда фотографов создаёт историю-эссе, представляющую собой слайд-шоу фотографий со звуковым сопровождением и интервью фотографа.
Всего на конец 2007 года в агентстве 66 фотографов и около 100 человек технического персонала.
Центральный офис находится в Париже, редакционные офисы расположены также в Нью-Йорке, Лондоне и Токио. Кроме этого, на агентство работают 15 субагентств.
В 2019 году Москва была выбрана местом проведения международного проекта Magnum Live Lab. По его итогам были организованы выставки в павильоне «Купол» в природно-ландшафтном парке «Зарядье» и во флигеле «Руина» Государственного музея архитектуры им. А. В. Щусева.